# Christopher Amott
Christopher Amott, născut pe 23 noiembrie 1977 în Halmstad, Suedia, este un chitarist și vocalist suedez. Christopher, alias "Chris" Amott, este fratele mai mic al chitaristului Michael Amott și e membru fondator al trupelor suedeze Arch Enemy și Armageddon.

## Biografie
Christopher a început să studieze chitara la 14 ani și, inspirat de Carcass, trupa lui Michael Amott, fratele său mai mare, a început să cânte în diverse formații locale. La vârsta de 18 ani s-a înscris la un liceu de muzică. În cariera sa Christopher a fost influențat de chitariști celebri ca John Sykes, Yngwie Malmsteen, Uli Jon Roth, John Norum și Michael Schenker.
În timp ce frecventa și el cursurile școlii de muzică, Michael Amott i-a propus în 1996 lui Christopher să înregistreze solouri de chitară pentru noul său proiect de death metal melodic, intitulat Arch Enemy.  Albumul Black Earth, lansat în Japonia în 1996, a avut acolo un succes relativ, beneficiind de apariții la MTV Japonia cu single-ul "Bury Me an Angel".  Trupa a fost invitată să întreprindă în 1997 un turneu în Japonia și Christopher a reușit să încheie un acord pentru Armageddon, proiectul său personal. Acest proiect a început ca o trupă de death metal melodic asemănătoare ca stil cu Arch Enemy, însă cu un concept mult mai aprofundat al versurilor. În 1997 Armageddon și-a lansat primul album, "Crossing the Rubicon", la casa de discuri Wrong Again Records. Pe album mai figurau Peter Wildoer la tobe și Martin Bengtsson la chitară bas, aceiași muzicieni cu care s-a înregistrat în 1998 și albumul Stigmata al trupei Arch Enemy.
Stigmata a avut și el succes în Japonia, fiind și primul album Arch Enemy care a fost lansat în Statele Unite, la casa de discuri Century Media Records.
Pe măsură ce Arch Enemy deveneau din ce în ce mai cunoscuți, Christopher a participat împreună cu ei la lansarea albumelor Burning Bridges și Burning Japan Live 1999, ambele în 1999, apoi a luat o pauză muzicală până în a doua parte a anului 2000, când Armageddon și-a lansat cel de-al doilea album, "Embrace the Mystery", la casa japoneză de discuri Toy's Factory.  De această dată, folosind o linie vocală melodică  și, per ansamblu, o atmosferă power metal, albumul a adus o schimbare drastică de stil față de clasicul death metal melodic de pe "Crossing the Rubicon", marcând dorința lui Christopher de a se îndepărta de genul "metalului extrem".
În 2000 Chris a fost invitat să interpreteze partea de chitară solo pe piesa "Suburban Me" de pe albumul Clayman al trupei In Flames.
În 2001 sosește în trupa Arch Enemy noua vocalistă, Angela Gossow, care îl înlocuiește pe Johan Liiva, concediat în noiembrie 2000. Odată cu lansarea albumului Wages of Sin trupa capătă o și mai mare popularitate.  La terminarea unui turneu mondial cu Arch Enemy, Christopher se întoarce la proiectul Armageddon și lansează în 2002 albumul "Three", la casa de discuri Toy's Factory.  De data aceasta, avându-l ca vocalist chiar pe Christopher Amott, albumul este practic unul pur power metal, concentrat pe stilul vocal melodic și pe partiturile de chitară ale lui Christopher.
Arch Enemy a lansat Anthems of Rebellion în 2003, pornind apoi din nou într-un turneu mondial. În 2005 trupa a intrat în studio pentru înregistrarea albumului Doomsday Machine, însă imediat după înregistrarea acestuia Christopher a părăsit Arch Enemy.  Christopher a declarat mai târziu că: "Nu mai simțeam creativitate muzicală. Nu mă mai relaxam. Arch Enemy este o trupă care muncește din greu și e minunat să mergi în turneu cu ei. Însă dacă nu mai guști concertele nu mai ai nicio plăcere. Nu mă mai simțeam în largul meu în trupă."
Christopher și-a petrecut următorii doi ani predând muzică în Suedia și fecventând Conservatorul. În acea perioadă nu se știa dacă se va reîntoarce la proiectul Armageddon. El declara următoarele: "cânt în mod constant la chitară, câteva ore pe zi", însă "dacă voi mai înregistra ceva vreodată, nu va fi metal". Christopher s-a răzgândit ulterior, întorcându-se în trupa Arch Enemy.
În perioada în care a fost plecat, în locul lui Chris Amott au fost aduși Gus G. (ex-Dream Evil, Firewind), și ulterior Fredrik Åkesson. Într-un interviu pentru Heavy Metal Magazine i s-a pus lui Michael Amott întrebarea: "I-ați simțit lipsa lui Christopher în ultimii doi ani în care n-a fost alături de voi?" Michael a răspuns: "Bineînțeles că i-am simțit lipsa câteodată! Dar trebuie să spun că m-am simțit foarte bine cântând împreună cu Gus G și Fredrik Åkesson în cei doi ani în care Chris n-a fost cu noi. Ambii sunt muzicieni excelenți și niște tipi foarte de treabă."
Într-un interviu pentru site-ul Livegamers Chris Amott spune despre plecarea sa de la Arch Enemy: "M-am simțit bine. Am făcut lucruri diferite. Eram de zece ani în trupă și practic mă săturasem. Nu am cu ce să fac comparație, pentru că n-am făcut niciodată altceva decât să cânt la chitară și mi-am dorit să încerc și alte lucruri, însă apoi am realizat că îmi lipsește scena, așa că... am decis să mă întorc."
În martie 2007 Christopher își anunță întoarcerea în Arch Enemy ca membru permanent. El se alătură trupei spre sfârșitul perioadei de compunere a pieselor viitorului lor album, Rise of the Tyrant. Acesta a fost lansat pe 24 septembrie 2007 în Europa și pe 25 septembrie 2007 în Statele Unite, ajungând direct pe locul 84 în Topul 200 Billboard.
Trupa și-a promovat intens albumul, participând printre altele la Bloodstock Open Air Festival 2007, alături de formații ca In Flames, Lacuna Coil, Finntroll sau Sabbat. Sfârșitul anului 2007 găsește Arch Enemy într-un turneu european împreună cu Machine Head, Trivium, DragonForce și Shadows Fall. În aprilie 2008 trupa pornește într-un nou turneu, Defenders of the Faith tour, fiind cap de afiș alături de Opeth și DevilDriver, și avându-i în deschidere pe cei de la 3 Inches of Blood.
La sfârșitul lui 2008 Arch Enemy lansează un DVD înregistrat în Japonia, Tyrants of the Rising Sun - Live in Japan, cu Christopher Amott la chitară, alături de fratele său Michael.

## Preferințe

#### Album Arch Enemy preferat
- Wages of Sin (2001)[3]

#### Album Armageddon preferat
- "Nu am unul favorit. Abia le mai ascult. "Crossing to Rubicon" mi se pare cel mai bun, pentru că este cel mai original"[3]

#### Muzicieni preferați
- Ryan Adams, Neil Young, Daft Punk, muzică rock clasică, Phil Lynott de la Thin Lizzy[3]

#### Jocuri preferate
- Last Ninja 2 (Commodore 64)
- Shadow of the Colossus (Playstation 2)
- Grand Theft Auto: San Andreas (PS2, Xbox 360, PC)[7]

## Echipament
Christopher Amott este susținut de Caparison Guitars Japonia. Chitara lui, Dellinger-CA, produsă pe comandă (aceste chitare nu se mai produc în serie ci numai pe comandă) are două doze electromagnetice Seymour Duncan Hot Rails, pe grif și în poziția mediană, și un humbucker Caparison.
- Chitară Caparison Dellinger personalizată pentru Christopher Amott (cu sigla Arch Enemy in negru, argintiu și alb)
- Chitară Caparison TAT Iceberg (între 1997-2002)
- Chitară Caparison Horus (poate fi văzută în videoclipul piesei "The Immortal")
- ESP Guitars Custom Horizon model (pot fi văzute pe DVD-ul "Live Apocalypse")
- Corzi D'Addario (seturi 11-58)
- Pedalier Rocktron Hush
- Tuner Boss TU-2
- Boss Digital Delay DD-3
- Amplificatoare Peavey JSX
- Amplificator Randall RM100 head

## Discografie

### CuArch Enemy
- Black Earth (1996)
- Stigmata (1998)
- Burning Bridges (1999)
- Burning Japan Live 1999 (1999)
- Wages of Sin (2001)
- Burning Angel (2002)
- Anthems of Rebellion (2003)
- Dead Eyes See No Future (2004, EP)
- Doomsday Machine (2005)
- Live Apocalypse (2006, 2-disc DVD)
- Rise of the Tyrant (2007)
- Tyrants of the Rising Sun - Live in Japan (2008)

### CuArmageddon
- Crossing the Rubicon (1997)
- Embrace the Mystery (2000)
- Three (2002)